# Injanateri
Injanatherium és un gènere extint de giràfid que visqué durant el Miocè al que avui dia és l'Iraq, l'Aràbia Saudita i el Pakistan. Les espècies de Injanatherium tenien com a mínim dos parells d'ossicons llargs i en forma d'ala que creixen en la part lateral del crani, darrere dels ulls.

## Taxonomia
I. hazimi
I. hazimi és l'espècie tipus i fou descrita per Heintz, et. al., el 1981 basat en un crani parcial trobat en un jaciment datat a mitjans al Miocè, localitzat a Injana, Iraq, a uns 140 quilòmetres de Bagdad. Tenia els ossicons amples i més pesants en comparació amb I. arabicum.
I. arabicum
I. arabicum fou la segona espècie descrita inicialment, també a partir de un crani parcial trobat a l'Aràbia Saudita en un estrat del Miocè. Més tard, es confirmà l'espècie a partir de restes trobades al Pakistan, pertanyents a la mateixa època. Tenia els ossicons amb una forma més triangular i més lleugers que I. hazimi.